# Lista de campeões da WWE

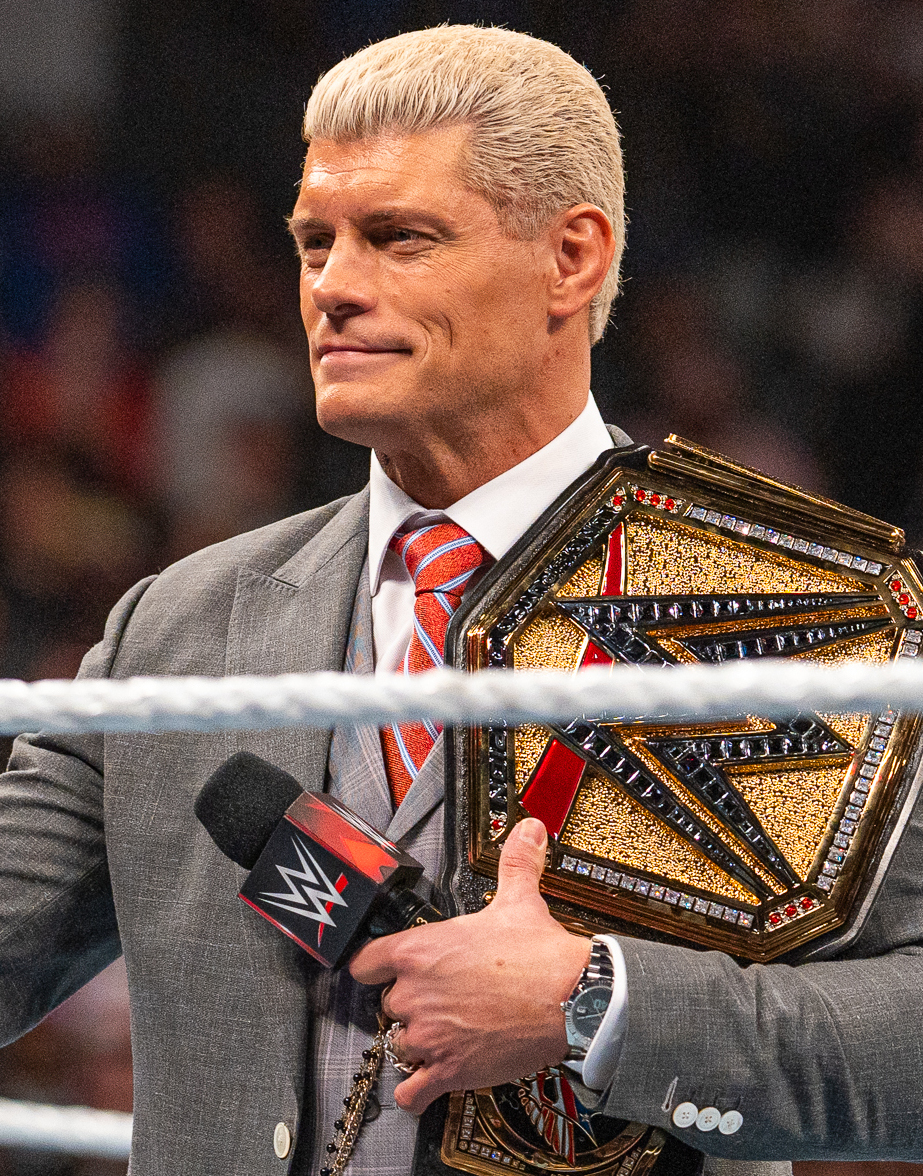
Atual campeão, Cody Rhodes.

Esta lista de campeões da WWE reúne os atletas que obtiveram este título de luta profissional que pertence a promoção estadunidense WWE. Criado em 1963, é o primeiro título mundial da empresa, quando esta se chamava World Wide Wrestling Federation (WWWF). Mais tarde, em 1971, a WWWF se tornou uma subsidiária da National Wrestling Alliance (NWA) e mudou seu nome para World Wrestling Federation (WWF); assim, o título também foi renomeado e passava a levar o novo acrônimo da empresa. Após cortar relações com a NWA em 1983, o título permaneceu sendo o único com status mundial da empresa até 2001. Nesta época, a WWF comprou as promoções World Championship Wrestling (WCW) e Extreme Championship Wrestling (ECW), que estavam falidas. Com isso, a WWF também passou a deter o direito de usar os títulos antigos destas empresas. Com as novas aquisições, a empresa introduziu uma história chamada "The Invasion", na qual lutadores da WCW e da ECW invadiram a WWF e tornaram o Campeonato Mundial dos Pesos-Pesados da WCW como segundo título com mundial na empresa. Ao fim da história, a empresa promoveu uma luta de unificação pelos títulos da WWF e da WCW, criando, assim, o Campeonato Incontestável da WWF. Em 2002, a Suprema Corte dos Estados Unidos ordenou a WWF para mudar de nome, por disputas com a World Wide Fund for Nature. A companhia passou a se chamar World Wrestling Entertainment (WWE), tendo modificado o nome do título para Campeonato da WWE. Também em 2002, aconteceu o draft da WWE, aonde os atletas foram divididos em dois programas chamados Raw e SmackDown. Na época, a WWE apresentou o Campeonato Mundial dos Pesos-Pesados como título exclusivo do Raw, enquanto o Campeonato da WWE se tornou parte do SmackDown!. Em 2006, foi criado um terceiro programa para a WWE, chamado ECW, antiga promoção falida que foi comprada pela WWE no início da década de 2000. Com ela, o Campeonato da ECW voltou a cena, mas sem ter status de título mundial pela Pro Wrestling Illustrated, apesar de ser considerado como tal pela WWE. Ele foi desocupado e desativado quando a marca ECW foi dissolvida em 2010.
Em 2013, o então-campeão Randy Orton derrotou o campeão mundial dos pesos-pesados John Cena em uma luta Tables, Ladders, and Chairs para unificar os títulos. A linhagem seguida foi a do Campeonato da WWE, com o título sendo renomeado Campeonato Mundial dos Pesos-Pesados da WWE. Em 27 de junho de 2016, o nome foi reduzido de volta para Campeonato da WWE, antes de assumir o nome de Campeonato Mundial da WWE em 26 de julho, quando a divisão de marcas foi retomada. Ele passou a ser designado para a marca SmackDown, e a WWE estabeleceu novamente um título mundial alternativo conhecido como Campeonato Universal da WWE para a marca Raw. Em dezembro de 2016, a WWE novamente reduziu o nome do título de volta para Campeonato da WWE. De abril de 2022 a abril de 2024, o título representou metade do Campeonato Universal Indiscutível da WWE, com a outra metade representada pelo Campeonato Universal, mas ambos os títulos mantiveram suas linhagens individuais. Sob o nome de Campeonato Universal Indiscutível da WWE, o título foi transferido para o SmackDown no draft de 2023, e o Raw estabeleceu um novo Campeonato Mundial dos Pesos Pesados como título alternativo.
O campeonato é geralmente disputado em combates de wrestling profissional, nos quais os participantes realizam finais roteirizados, em vez de competirem diretamente. Alguns reinados foram conquistados por campeões que usaram um nome artístico, enquanto outros usaram seu nome verdadeiro. Cody Rhodes é o atual campeão em seu segundo reinado. Ele conquistou o Campeonato Indiscutível da WWE ao derrotar o campeão anterior, John Cena, em uma Street Fight na Noite 2 do SummerSlam, em 3 de agosto de 2025, em East Rutherford, Nova Jérsei.
Até 4 de agosto de 2025, houve 149 reinados reconhecidos entre 55 campeões reconhecidos e 11 ocasiões em que o título ficou vago (existem 4 reinados, 2 pessoas e 2 ocasiões em que o título ficou vago, que não são reconhecidos pela WWE). O primeiro campeão foi Buddy Rogers, que foi premiado com o título em 1963. O campeão com o reinado individual mais longo é Bruno Sammartino, com um reinado de 2.803 dias, enquanto o recorde de reinado combinado mais longo também pertence a Sammartino, com 4.040 dias. John Cena detém o maior número de reinados, com 14. Dez homens na história detiveram o campeonato por um reinado contínuo de um ano (365 dias) ou mais: Bruno Sammartino (que alcançou essa marca em duas ocasiões), Pedro Morales, Bob Backlund, Hulk Hogan, Randy Savage, John Cena, CM Punk, AJ Styles, Roman Reigns e Cody Rhodes. Desses dez, quatro mantiveram o campeonato por um reinado contínuo de 1.000 dias ou mais: Bruno Sammartino (que alcançou essa marca em duas ocasiões), Pedro Morales, Bob Backlund e Hulk Hogan.

## História

### Nomes
| Nome                                  | Anos |
| ------------------------------------- | --- |
| WWWF World Heavyweight Championship   | 29 de abril de 1963 — 8 de fevereiro de 1971                                                                               |
| WWWF Heavyweight Championship         | 8 de fevereiro de 1971 — 1979                                                                                              |
| WWF Heavyweight Championship          | 1979 — 1983 |
| WWF World Heavyweight Championship    | 1983 — 1990 |
| WWF Championship                      | 1990 — 9 de dezembro de 2001                                                                                               |
| Undisputed WWF Championship           | 9 de dezembro de 2001 — 6 de maio de 2002                                                                                  |
| WWE Undisputed Championship           | 6 de maio de 2002 — 2 de setembro de 2002                                                                                  |
| WWE Championship                      | 2 de setembro de 2002 — 15 de dezembro de 2013 27 de junho de 2016 — 26 de julho de 2016 11 de dezembro de 2016 — presente |
| WWE World Heavyweight Championship    | 15 de dezembro de 2013 — 26 de junho de 2016                                                                               |
| WWE World Championship                | 26 de julho de 2016 — 10 de dezembro de 2016                                                                               |
| Undisputed WWE Universal Championship | 3 de abril de 2022 – 7 de abril de 2024                                                                                    |
| Undisputed WWE Championship           | 7 de abril de 2024 – presente                                                                                              |

## Reinados
Em 4 de agosto de 2025.
| #   | Lutador                | Reinado | Data                    | Dias com o título | Dias reconhecidos | Local                  | Evento                        | Notas | Ref.    |
| --- | ---------------------- | ------- | ----------------------- | ----------------- | ----------------- | ---------------------- | ----------------------------- | --- | ------- |
| 1   | Buddy Rogers           | 1       | 29 de abril de 1963     | 36                | 22                | Washington, D.C.       | Evento ao vivo                | Na história, Rogers teria derrotado Antonino Rocca na final de um torneio fictício no Rio de Janeiro para tornar-se o primeiro campeão. Recebeu o título em 11 de abril de 1963. Oficialmente, a WWE considera o reinado como iniciando em 25 de abril. | [ 15 ]  |
| 2   | Bruno Sammartino       | 1       | 17 de maio de 1963      | 2803              | 2803              | Nova Iorque, NY        | Evento ao vivo                | | [ 16 ]  |
| 3   | Ivan Koloff            | 1       | 18 de janeiro de 1971   | 21                | 21                | Nova Iorque, NY        | Evento ao vivo                | | [ 17 ]  |
| 4   | Pedro Morales          | 1       | 8 de fevereiro de 1971  | 1027              | 1027              | Nova Iorque, NY        | Evento ao vivo                | | [ 18 ]  |
| 5   | Stan Stasiak           | 1       | 1 de dezembro de 1973   | 9                 | 9                 | Filadélfia, PA         | Evento ao vivo                | | [ 19 ]  |
| 6   | Bruno Sammartino       | 2       | 10 de dezembro de 1973  | 1237              | 1237              | Nova Iorque, NY        | Evento ao vivo                | | [ 20 ]  |
| 7   | Superstar Billy Graham | 1       | 30 de abril de 1977     | 296               | 296               | Baltimore, MD          | Evento ao vivo                | | [ 21 ]  |
| 8   | Bob Backlund           | 1       | 20 de fevereiro de 1978 | 648               | 2,135             | Nova Iorque, NY        | Evento ao vivo                | A WWE não reconhece as mudanças de cinturão até a derrota de Backlund para The Iron Sheik em 26 de dezembro de 1983. | [ 22 ]  |
| —   | Antonio Inoki          | —       | 30 de novembro de 1979  | 6                 | —                 | Tokushima, JPN         | Evento ao vivo                | O reinado de Inoki não é reconhecido pela WWE. | [ 23 ]  |
| —   | Vago                   | —       | 6 de dezembro de 1979   | —                 | —                 | Tóquio, JPN            | Evento ao vivo                | Título vago após um combate entre Inoki e Backlund acabar sem vencedor por interferência de Tiger Jeet Singh. | [ 24 ]  |
| —   | Bob Backlund           | —       | 17 de dezembro de 1979  | 1470              | —                 | Nova Iorque, NY        | Evento ao vivo                | Derrotou Bobby Duncum em uma luta Texas Death pelo título vago. | [ 25 ]  |
| 9   | The Iron Sheik         | 1       | 26 de dezembro de 1983  | 28                | 28                | Nova Iorque, NY        | Evento ao vivo                | [ 26 ] |         |
| 10  | Hulk Hogan             | 1       | 23 de janeiro de 1984   | 1474              | 1474              | Nova Iorque, NY        | Evento ao vivo                | [ 27 ] |         |
| 11  | André the Giant        | 1       | 5 de fevereiro de 1988  | <1                | <1                | Indianápolis, IN       | The Main Event                | | [ 28 ]  |
| —   | Ted DiBiase            | —       | 5 de fevereiro de 1988  | 8                 | —                 | Indianápolis, IN       | The Main Event                | DiBiase comprou o título de André. | [ 29 ]  |
| —   | Vago                   | —       | 13 de fevereiro de 1988 | —                 | —                 | Hershey, PA            | Superstars of Wrestling       | O presidente da WWF Jack Tunney anunciou a nulidade do reinado de Ted DiBiase e declarou o título vago. | [ 30 ]  |
| 12  | Randy Savage           | 1       | 27 de março de 1988     | 371               | 371               | Atlantic City, NJ      | WrestleMania IV               | Derrotou Ted DiBiase na final de um torneio pelo título vago. | [ 31 ]  |
| 13  | Hulk Hogan             | 2       | 2 de abril de 1989      | 364               | 364               | Atlantic City, NJ      | WrestleMania V                | | [ 32 ]  |
| 14  | The Ultimate Warrior   | 1       | 1 de abril de 1990      | 293               | 293               | Toronto, ON            | WrestleMania VI               | O WWF Intercontinental Championship de The Ultimate Warrior também foi disputado. | [ 33 ]  |
| 15  | Sgt. Slaughter         | 1       | 19 de janeiro de 1991   | 64                | 64                | Miami, FL              | Royal Rumble                  | | [ 34 ]  |
| 16  | Hulk Hogan             | 3       | 24 de março de 1991     | 248               | 248               | Los Angeles, CA        | WrestleMania VII              | | [ 35 ]  |
| 17  | The Undertaker         | 1       | 27 de novembro de 1991  | 6                 | 6                 | Detroit, MI            | Survivor Series               | | [ 36 ]  |
| 18  | Hulk Hogan             | 4       | 3 de dezembro de 1991   | 1                 | 4                 | San Antonio, TX        | This Tuesday in Texas         | | [ 37 ]  |
| —   | Vago                   | —       | 4 de dezembro de 1991   | —                 | —                 | New Haven, CT          | Superstars of Wrestling       | Título vago por Jack Tunney após final controverso da vitória de Hogan na noite anterior. Exibido em 7 de dezembro de 1991. | [ 38 ]  |
| 19  | Ric Flair              | 1       | 19 de janeiro de 1992   | 77                | 77                | Albany, NY             | Royal Rumble                  | Venceu uma luta Royal Rumble pelo título vago. | [ 39 ]  |
| 20  | Randy Savage           | 2       | 5 de abril de 1992      | 149               | 149               | Indianápolis, IN       | WrestleMania VIII             | | [ 40 ]  |
| 21  | Ric Flair              | 2       | 1 de setembro de 1992   | 41                | 41                | Hershey, PA            | Prime Time Wrestling          | | [ 41 ]  |
| 22  | Bret Hart              | 1       | 12 de outubro de 1992   | 174               | 174               | Saskatoon, SK          | Evento ao vivo                | | [ 42 ]  |
| 23  | Yokozuna               | 1       | 4 de abril de 1993      | <1                | <1                | Paradise, NV           | WrestleMania IX               | | [ 43 ]  |
| 24  | Hulk Hogan             | 5       | 4 de abril de 1993      | 70                | 70                | Paradise, NV           | WrestleMania IX               | | [ 44 ]  |
| 25  | Yokozuna               | 2       | 13 de junho de 1993     | 280               | 280               | Dayton, OH             | King of the Ring              | | [ 45 ]  |
| 26  | Bret Hart              | 2       | 20 de março de 1994     | 248               | 248               | Nova Iorque, NY        | WrestleMania X                | Roddy Piper foi o árbitro da luta. | [ 46 ]  |
| 27  | Bob Backlund           | 2       | 23 de novembro de 1994  | 3                 | 3                 | San Antonio, TX        | Survivor Series               | Foi uma luta de submissões. | [ 47 ]  |
| 28  | Diesel                 | 1       | 26 de novembro de 1994  | 358               | 358               | Nova Iorque, NY        | Evento ao vivo                | | [ 48 ]  |
| 29  | Bret Hart              | 3       | 19 de novembro de 1995  | 133               | 133               | Landover, MD           | Survivor Series               | Foi uma luta sem desqualificações. | [ 49 ]  |
| 30  | Shawn Michaels         | 1       | 31 de março de 1996     | 231               | 231               | Anaheim, CA            | WrestleMania XII              | Foi uma luta Iron Man de 60 minutos. Shawn derrotou Bret por 1-0 na prorrogação. | [ 50 ]  |
| 31  | Sycho Sid              | 1       | 17 de novembro de 1996  | 63                | 63                | Nova Iorque, NY        | Survivor Series               | | [ 51 ]  |
| 32  | Shawn Michaels         | 2       | 19 de janeiro de 1997   | 25                | 25                | San Antonio, TX        | Royal Rumble                  | | [ 52 ]  |
| —   | Vago                   | —       | 13 de fevereiro de 1997 | —                 | —                 | Lowell, MS             | WWF Thursday Raw Thursday     | Título vago após Michaels lesionar o joelho. | [ 53 ]  |
| 33  | Bret Hart              | 4       | 16 de fevereiro de 1997 | 1                 | 1                 | Chattanooga, TN        | In Your House 13: Final Four  | Venceu uma luta de eliminação também envolvendo Stone Cold Steve Austin, The Undertaker e Vader pelo título vago. | [ 54 ]  |
| 34  | Sycho Sid              | 2       | 17 de fevereiro de 1997 | 34                | 34                | Nashville, TN          | Raw                           | | [ 55 ]  |
| 35  | The Undertaker         | 2       | 23 de março de 1997     | 133               | 133               | Rosemont, IL           | WrestleMania 13               | Foi uma luta sem desqualificações. | [ 56 ]  |
| 36  | Bret Hart              | 5       | 3 de agosto de 1997     | 98                | 98                | East Rutherford, NJ    | SummerSlam                    | Shawn Michaels foi o árbitro da luta. | [ 57 ]  |
| 37  | Shawn Michaels         | 3       | 9 de novembro de 1997   | 140               | 140               | Montreal, QC           | Survivor Series               | Apesar de Hart não ter desistido durante a luta, o árbitro Earl Hebner deu a vitória para Michaels, em um esquema arquitetado para tirar o título de Hart na vida real. | [ 58 ]  |
| 38  | Steve Austin           | 1       | 29 de março de 1998     | 91                | 91                | Boston, MA             | WrestleMania XIV              | Mike Tyson foi o enforcer. | [ 59 ]  |
| 39  | Kane                   | 1       | 28 de junho de 1998     | 1                 | 1                 | Pittsburgh, PA         | King of the Ring              | Foi uma luta First Blood. | [ 60 ]  |
| 40  | Steve Austin           | 2       | 29 de junho de 1998     | 90                | 90                | Cleveland, OH          | Raw is War                    | | [ 61 ]  |
| —   | Vago                   | —       | 27 de setembro de 1998  | —                 | —                 | Hamilton, ON           | Breakdown: In Your House      | Austin defendeu o título contra Kane e The Undertaker em uma luta Triple Threat. Kane e Undertaker fizeram o pinfall simultaneamente. Austin perdeu o título, mas nenhum novo campeão foi nomeado. | [ 62 ]  |
| 41  | The Rock               | 1       | 15 de novembro de 1998  | 44                | 50                | St. Louis, MO          | Survivor Series               | Derrotou Mankind na final de um torneio pelo título vago. | [ 63 ]  |
| 42  | Mankind                | 1       | 29 de dezembro de 1998  | 26                | 20                | Vancouver, BC          | Raw is War                    | | [ 64 ]  |
| 43  | The Rock               | 2       | 24 de janeiro de 1999   | 2                 | 7                 | Anaheim, CA            | Royal Rumble                  | Foi uma luta "I Quit". | [ 65 ]  |
| 44  | Mankind                | 2       | 26 de janeiro de 1999   | 20                | 15                | Tucson, AZ             | Halftime Heat                 | Foi uma luta em uma arena vazia exibida em 31 de janeiro de 1999. | [ 66 ]  |
| 45  | The Rock               | 3       | 15 de fevereiro de 1999 | 41                | 41                | Birmingham, AL         | Raw is War                    | Foi uma luta de escadas. | [ 67 ]  |
| 46  | Steve Austin           | 3       | 28 de março de 1999     | 56                | 56                | Filadélfia, PA         | WrestleMania XV               | Foi uma luta sem desqualificações com Mankind como árbitro. | [ 68 ]  |
| 47  | The Undertaker         | 3       | 23 de maio de 1999      | 36                | 36                | Milwaukee, WI          | Over the Edge                 | Shane McMahon foi o árbitro da luta. | [ 69 ]  |
| 48  | Steve Austin           | 4       | 28 de junho de 1999     | 55                | 55                | Charlotte, NC          | Raw is War                    | | [ 70 ]  |
| 49  | Mankind                | 3       | 22 de agosto de 1999    | 1                 | 1                 | Minneapolis, MN        | SummerSlam                    | Foi uma luta Triple Threat também envolvendo Triple H, com Jesse Ventura como árbitro. | [ 71 ]  |
| 50  | Triple H               | 1       | 23 de agosto de 1999    | 22                | 24                | Ames, IA               | Raw is War                    | Shane McMahon foi o árbitro. | [ 72 ]  |
| 51  | Vince McMahon          | 1       | 14 de setembro de 1999  | 6                 | 4                 | Las Vegas, NV          | SmackDown!                    | Shane McMahon foi o árbitro. | [ 73 ]  |
| —   | Vago                   | —       | 20 de setembro de 1999  | —                 | —                 | Houston, TX            | Raw is War                    | Título vago por Vince, como executivo, não poder participar de combates (na história). | [ 74 ]  |
| 52  | Triple H               | 2       | 26 de setembro de 1999  | 49                | 49                | Charlotte, NC          | Unforgiven                    | Venceu um Desafio Six Pack também envolvendo Big Show, The British Bulldog, Kane, Mankind e The Rock, com Stone Cold Steve Austin como enforcer, pelo título vago. | [ 75 ]  |
| 53  | Big Show               | 1       | 14 de novembro de 1999  | 50                | 50                | Detroit, MI            | Survivor Series               | Foi uma luta Triple Threat também envolvendo The Rock. | [ 76 ]  |
| 54  | Triple H               | 3       | 3 de janeiro de 2000    | 118               | 118               | Miami, FL              | Raw is War                    | | [ 77 ]  |
| 55  | The Rock               | 4       | 30 de abril de 2000     | 21                | 21                | Washington, D.C.       | Backlash                      | Shane McMahon foi o árbitro. | [ 78 ]  |
| 56  | Triple H               | 4       | 21 de maio de 2000      | 35                | 35                | Louisville, KY         | Judgment Day                  | Foi uma luta Iron Man de 60 minutos com Shawn Michaels como árbitro. Triple H venceu por 6-5. | [ 79 ]  |
| 57  | The Rock               | 5       | 25 de junho de 2000     | 119               | 119               | Boston, MA             | King of the Ring              | Foi uma luta de trios entre The Rock e os Brothers of Destruction (Kane e The Undertaker) contra The McMahon-Helmsley Faction (Triple H, Vince e Shane McMahon). Quem fizesse o pinfall se tornaria o campeão. | [ 80 ]  |
| 58  | Kurt Angle             | 1       | 22 de outubro de 2000   | 126               | 126               | Albany, NY             | No Mercy                      | Foi uma luta sem desqualificação. | [ 81 ]  |
| 59  | The Rock               | 6       | 25 de fevereiro de 2001 | 35                | 35                | Las Vegas, NV          | No Way Out                    | | [ 82 ]  |
| 60  | Steve Austin           | 5       | 1 de abril de 2001      | 175               | 175               | Houston, TX            | WrestleMania X-Seven          | Foi uma luta sem desqualificação. | [ 83 ]  |
| 61  | Kurt Angle             | 2       | 23 de setembro de 2001  | 15                | 15                | Pittsburgh, PA         | Unforgiven                    | | [ 84 ]  |
| 62  | Steve Austin           | 6       | 8 de outubro de 2001    | 62                | 62                | Indianápolis, IN       | Raw                           | | [ 85 ]  |
| 63  | Chris Jericho          | 1       | 9 de dezembro de 2001   | 98                | 98                | San Diego, CA          | Vengeance                     | Também derrotou The Rock na mesma noite para unificar o título ao WCW World Heavyweight Championship. | [ 86 ]  |
| 64  | Triple H               | 5       | 17 de março de 2002     | 35                | 35                | Toronto, ON            | WrestleMania X8               | | [ 87 ]  |
| 65  | Hulk Hogan             | 6       | 21 de abril de 2002     | 28                | 28                | Kansas City, MO        | Backlash                      | | [ 88 ]  |
| 66  | The Undertaker         | 4       | 19 de maio de 2002      | 63                | 63                | Nashville, TN          | Judgment Day                  | | [ 89 ]  |
| 67  | The Rock               | 7       | 21 de julho de 2002     | 35                | 35                | Detroit, MI            | Vengeance                     | Foi uma luta Triple Threat também envolvendo Kurt Angle. | [ 90 ]  |
| 68  | Brock Lesnar           | 1       | 25 de agosto de 2002    | 84                | 84                | Uniondale, NY          | SummerSlam                    | | [ 91 ]  |
| 69  | Big Show               | 2       | 17 de novembro de 2002  | 28                | 28                | Nova Iorque, NY        | Survivor Series               | | [ 92 ]  |
| 70  | Kurt Angle             | 3       | 15 de dezembro de 2002  | 105               | 105               | Fort Lauderdale, FL    | Armageddon                    | | [ 93 ]  |
| 71  | Brock Lesnar           | 2       | 30 de março de 2003     | 119               | 119               | Seattle, WA            | WrestleMania XIX              | | [ 94 ]  |
| 72  | Kurt Angle             | 4       | 27 de julho de 2003     | 51                | 53                | Denver, CO             | Vengeance                     | Foi uma luta Triple Threat sem desqualificações também envolvendo Big Show. | [ 95 ]  |
| 73  | Brock Lesnar           | 3       | 16 de setembro de 2003  | 152               | 150               | Raleigh, NC            | SmackDown!                    | Foi uma luta Iron Man de 60 minutos. Lesnar venceu por 5-4. Exibido em 18 de setembro. | [ 96 ]  |
| 74  | Eddie Guerrero         | 1       | 15 de fevereiro de 2004 | 133               | 133               | San Francisco, CA      | No Way Out                    | | [ 97 ]  |
| 75  | John Bradshaw Layfield | 1       | 27 de junho de 2004     | 280               | 280               | Norfolk, VA            | Judgment Day                  | | [ 98 ]  |
| 76  | John Cena              | 1       | 3 de abril de 2005      | 280               | 280               | Los Angeles, CA        | WrestleMania 21               | | [ 99 ]  |
| 77  | Edge                   | 1       | 8 de janeiro de 2006    | 21                | 21                | Albany, NY             | New Year's Revolution         | Edge usou seu contrato Money in the Bank para enfrentar Cena. | [ 100 ] |
| 78  | John Cena              | 2       | 29 de janeiro de 2006   | 133               | 133               | Miami, FL              | Royal Rumble                  | | [ 101 ] |
| 79  | Rob Van Dam            | 1       | 11 de junho de 2006     | 22                | 22                | Nova Iorque, NY        | One Night Stand               | Foi uma luta Extreme Rules. Van Dam usou seu contrato Money in the Bank para enfrentar Cena. | [ 102 ] |
| 80  | Edge                   | 2       | 3 de julho de 2006      | 76                | 76                | Filadélfia, PA         | Raw                           | Foi uma luta Triple Threat também envolvendo John Cena. | [ 103 ] |
| 81  | John Cena              | 3       | 17 de setembro de 2006  | 380               | 380               | Toronto, ON            | Unforgiven                    | Foi uma luta Tables, Ladders, and Chairs. Se Cena perdesse, seria transferido para o SmackDown!. | [ 104 ] |
| —   | Vago                   | —       | 2 de outubro de 2007    | —                 | —                 | Dayton, OH             | ECW on Sci-Fi                 | Título vago por Vince McMahon após lesão de Cena. | [ 105 ] |
| 82  | Randy Orton            | 1       | 7 de outubro de 2007    | <1                | <1                | Chicago, IL            | No Mercy                      | Recebeu o título de Vince McMahon. | [ 106 ] |
| 83  | Triple H               | 6       | 7 de outubro de 2007    | <1                | <1                | Chicago, IL            | No Mercy                      | | [ 106 ] |
| 84  | Randy Orton            | 2       | 7 de outubro de 2007    | 203               | 203               | Chicago, IL            | No Mercy                      | Foi uma luta Last Man Standing. | [ 106 ] |
| 85  | Triple H               | 7       | 27 de abril de 2008     | 210               | 210               | Baltimore, MD          | Backlash                      | Foi uma luta Fatal 4-Way também envolvendo John "Bradshaw" Layfield e John Cena. | [ 107 ] |
| 86  | Edge                   | 3       | 23 de novembro de 2008  | 21                | 21                | Boston, MA             | Survivor Series               | Foi uma luta Triple Threat também envolvendo Vladimir Kozlov. | [ 108 ] |
| 87  | Jeff Hardy             | 1       | 14 de dezembro de 2008  | 42                | 42                | Buffalo, NY            | Armageddon                    | Foi uma luta Triple Threat também envolvendo Triple H. | [ 109 ] |
| 88  | Edge                   | 4       | 25 de janeiro de 2009   | 21                | 21                | Detroit, MI            | Royal Rumble                  | Foi uma luta sem desqualificação. | [ 110 ] |
| 89  | Triple H               | 8       | 15 de fevereiro de 2009 | 70                | 70                | Seattle, WA            | No Way Out                    | Foi uma Elimination Chamber também envolvendo Big Show, Jeff Hardy, The Undertaker e Vladimir Kozlov. | [ 111 ] |
| 90  | Randy Orton            | 3       | 26 de abril de 2009     | 42                | 42                | Providence, RI         | Backlash                      | Foi uma luta de trios entre The Legacy (Orton, Cody Rhodes e Ted DiBiase) e Triple H, Batista e Shane McMahon. Como estipulação, pela vitória de Legacy, Orton tornou-se campeão. | [ 112 ] |
| 91  | Batista                | 1       | 7 de junho de 2009      | 2                 | 2                 | Nova Orleães, LA       | Extreme Rules                 | Foi uma luta em uma jaula de aço. | [ 113 ] |
| —   | Vago                   | —       | 9 de junho de 2009      | —                 | —                 | —                      | —                             | Título vago após Batista lesionar seu bíceps esquerdo na luta contra Orton. Vacância anunciada no website da WWE. | [ 114 ] |
| 92  | Randy Orton            | 4       | 15 de junho de 2009     | 90                | 90                | Charlotte, NC          | Raw                           | Venceu uma luta Fatal 4-Way também envolvendo Big Show, John Cena e Triple H pelo título vago. | [ 115 ] |
| 93  | John Cena              | 4       | 13 de setembro de 2009  | 21                | 21                | Montreal, QC           | Breaking Point                | Foi uma luta "I Quit". | [ 116 ] |
| 94  | Randy Orton            | 5       | 4 de outubro de 2009    | 21                | 21                | Newark, NJ             | Hell in a Cell                | Foi uma luta Hell in a Cell. | [ 117 ] |
| 95  | John Cena              | 5       | 25 de outubro de 2009   | 49                | 49                | Pittsburgh, PA         | Bragging Rights               | Foi uma luta Iron Man Anything Goes de 60 minutos. Cena venceu por 6-5. | [ 118 ] |
| 96  | Sheamus                | 1       | 13 de dezembro de 2009  | 70                | 70                | San Antonio, TX        | TLC: Tables, Ladders & Chairs | Foi uma luta de mesas. | [ 119 ] |
| 97  | John Cena              | 6       | 21 de fevereiro de 2010 | <1                | <1                | St. Louis, MO          | Elimination Chamber           | Foi uma Elimination Chamber também envolvendo Kofi Kingston, Randy Orton, Ted DiBiase e Triple H. | [ 120 ] |
| 98  | Batista                | 2       | 21 de fevereiro de 2010 | 35                | 35                | St. Louis, MO          | Elimination Chamber           | | [ 121 ] |
| 99  | John Cena              | 7       | 28 de março de 2010     | 84                | 84                | Phoenix, AZ            | WrestleMania XXVI             | | [ 122 ] |
| 100 | Sheamus                | 2       | 20 de junho de 2010     | 91                | 91                | Uniondale, NY          | Fatal 4-Way                   | Foi uma luta Fatal 4-Way também envolvendo Edge e Randy Orton. | [ 123 ] |
| 101 | Randy Orton            | 6       | 19 de setembro de 2010  | 64                | 64                | Rosemont, IL           | Night of Champions            | Foi um Desafio Six Pack de eliminação também envolvendo Chris Jericho, Edge, John Cena e Wade Barrett. | [ 124 ] |
| 102 | The Miz                | 1       | 22 de novembro de 2010  | 160               | 160               | Orlando, FL            | Raw                           | The Miz usou seu contrato Money in the Bank para enfrentar Orton. | [ 125 ] |
| 103 | John Cena              | 8       | 1 de maio de 2011       | 77                | 77                | Tampa, FL              | Extreme Rules                 | Foi uma luta Triple Threat em uma jaula de aço também envolvendo John Morrison. | [ 126 ] |
| 104 | CM Punk                | 1       | 17 de julho de 2011     | 28                | 28                | Chicago, IL            | Money in the Bank             | Se Cena perdesse a luta, seria demitido (na história). | [ 127 ] |
| —   | Vago                   | —       | 18 de julho de 2011     | —                 | —                 | Green Bay, WI          | Raw                           | Título declarado vago por Vince McMahon após Punk deixar a companhia. Ele continuaria a se declarar campeão fora da WWE. No SummerSlam, em 14 de agosto de 2011, Punk derrotou John Cena, o novo campeão oficial, para tornar-se campeão incontestável, oficialmente sendo reconhecido como campeão durante o primeiro reinado de Rey Mysterio e o nono de Cena. Ambos os reinados também são considerados oficiais. | [ 128 ] |
| 105 | Rey Mysterio           | 1       | 25 de julho de 2011     | <1                | <1                | Hampton, VI            | Raw                           | Derrotou The Miz na final de um torneio pelo título vago. | [ 129 ] |
| 106 | John Cena              | 9       | 25 de julho de 2011     | 20                | 20                | Hampton, VI            | Raw                           | | [ 130 ] |
| 107 | Alberto Del Rio        | 1       | 14 de agosto de 2011    | 35                | 35                | Los Angeles, CA        | SummerSlam                    | Del Rio usou seu contrato Money in the Bank para enfrentar CM Punk. | [ 131 ] |
| 108 | John Cena              | 10      | 18 de setembro de 2011  | 14                | 14                | Buffalo, NY            | Night of Champions            | | [ 132 ] |
| 109 | Alberto Del Rio        | 2       | 2 de outubro de 2011    | 49                | 49                | Nova Orleães, LA       | Hell in a Cell                | Foi uma luta Triple Threat Hell in a Cell também envolvendo CM Punk. | [ 133 ] |
| 110 | CM Punk                | 2       | 20 de novembro de 2011  | 434               | 434               | Nova Iorque, NY        | Survivor Series               | | [ 134 ] |
| 111 | The Rock               | 8       | 27 de janeiro de 2013   | 70                | 70                | Phoenix, AZ            | Royal Rumble                  | Se a Shield (Dean Ambrose, Roman Reigns e Seth Rollins) interferisse, Punk perderia o título. | [ 135 ] |
| 112 | John Cena              | 11      | 7 de abril de 2013      | 133               | 133               | East Rutherford, NJ    | WrestleMania 29               | | [ 136 ] |
| 113 | Daniel Bryan           | 1       | 18 de agosto de 2013    | <1                | <1                | Los Angeles, CA        | SummerSlam                    | Triple H foi o árbitro da luta. | [ 137 ] |
| 114 | Randy Orton            | 7       | 18 de agosto de 2013    | 28                | 28                | Los Angeles, CA        | SummerSlam                    | Orton usou seu contrato Money in the Bank para enfrentar Bryan. | [ 138 ] |
| 115 | Daniel Bryan           | 2       | 15 de setembro de 2013  | 1                 | 1                 | Cleveland, OH          | Night of Champions            | | [ 139 ] |
| —   | Vago                   | —       | 16 de setembro de 2013  | —                 | —                 | Cleveland, OH          | Raw                           | Título vago por Triple H após constatar que o árbitro Scott Armstrong fez uma contagem rápida para dar a vitória para Bryan na noite anterior. | [ 140 ] |
| 116 | Randy Orton            | 8       | 27 de outubro de 2013   | 161               | 161               | Miami, FL              | Hell in a Cell                | Foi uma luta Hell in a Cell com Shawn Michaels como árbitro. | [ 141 ] |
| 117 | Daniel Bryan           | 3       | 6 de abril de 2014      | 64                | 65                | Nova Orleães, LA       | WrestleMania XXX              | Foi uma luta Triple Threat também envolvendo Batista. | [ 142 ] |
| —   | Vago                   | —       | 9 de junho de 2014      | —                 | —                 | Minneapolis, MN        | Raw                           | Título vago por Triple H e Stephanie McMahon por lesão de Bryan. | [ 143 ] |
| 118 | John Cena              | 12      | 29 de junho de 2014     | 49                | 49                | Boston, MA             | Money in the Bank             | Foi uma luta de escadas pelo título vago também envolvendo Alberto Del Rio, Bray Wyatt, Cesaro, Kane, Randy Orton, Roman Reigns e Sheamus. | [ 144 ] |
| 119 | Brock Lesnar           | 4       | 17 de agosto de 2014    | 224               | 224               | Los Angeles, CA        | SummerSlam                    | | [ 145 ] |
| 120 | Seth Rollins           | 1       | 29 de março de 2015     | 221               | 221               | Santa Clara, CA        | WrestleMania 31               | Rollins usou seu contrato Money in the Bank para entrar no combate entre Lesnar e Roman Reigns. | [ 146 ] |
| —   | Vago                   | —       | 4 de novembro de 2015   | —                 | —                 | —                      | —                             | Título vago após Rollins lesionar o joelho. | [ 147 ] |
| 121 | Roman Reigns           | 1       | 22 de novembro de 2015  | <1                | <1                | Atlanta, GA            | Survivor Series               | | [ 148 ] |
| 122 | Sheamus                | 3       | 22 de novembro de 2015  | 22                | 22                | Atlanta, GA            | Survivor Series               | Sheamus usou seu contrato Money in the Bank para enfrentar Reigns. | [ 149 ] |
| 123 | Roman Reigns           | 2       | 14 de dezembro de 2015  | 41                | 41                | Filadélfia, PA         | Raw                           | Vince McMahon foi o árbitro da luta. | [ 150 ] |
| 124 | Triple H               | 9       | 24 de janeiro de 2016   | 70                | 70                | Orlando, FL            | Royal Rumble                  | Foi uma luta Royal Rumble. | [ 151 ] |
| 125 | Roman Reigns           | 3       | 3 de abril de 2016      | 77                | 77                | Arlington, TX          | WrestleMania 32               | | [ 152 ] |
| 126 | Seth Rollins           | 2       | 19 de junho de 2016     | <1                | <1                | Las Vegas, NV          | Money in the Bank             | | [ 153 ] |
| 127 | Dean Ambrose           | 1       | 19 de junho de 2016     | 84                | 84                | Las Vegas, NV          | Money in the Bank             | Ambrose usou seu contrato Money in the Bank para enfrentar Rollins. | [ 154 ] |
| 128 | AJ Styles              | 1       | 11 de setembro de 2016  | 140               | 140               | Richmond, VA           | Backlash                      | | [ 155 ] |
| 129 | John Cena              | 13      | 29 de janeiro de 2017   | 14                | 14                | San Antonio, TX        | Royal Rumble                  | | [ 156 ] |
| 130 | Bray Wyatt             | 1       | 12 de fevereiro de 2017 | 49                | 49                | Phoenix, AZ            | Elimination Chamber           | Foi uma Elimination Chamber também envolvendo AJ Styles, Baron Corbin, Dean Ambrose e The Miz. | [ 157 ] |
| 131 | Randy Orton            | 9       | 2 de abril de 2017      | 49                | 49                | Orlando, FL            | WrestleMania 33               | | [ 158 ] |
| 132 | Jinder Mahal           | 1       | 21 de maio de 2017      | 170               | 170               | Rosemont, IL           | Backlash                      | | [ 159 ] |
| 133 | AJ Styles              | 2       | 7 de novembro de 2017   | 371               | 371               | Manchester, ING        | SmackDown Live                | | [ 160 ] |
| 134 | Daniel Bryan           | 4       | 13 de novembro de 2018  | 145               | 144               | St. Louis, MO          | SmackDown Live                | | [ 161 ] |
| 135 | Kofi Kingston          | 1       | 7 de abril de 2019      | 180               | 180               | East Rutherford, NJ    | WrestleMania 35               | | [ 162 ] |
| 136 | Brock Lesnar           | 5       | 4 de outubro de 2019    | 173               | 184               | Los Angeles, CA        | SmackDown                     | No episódio de 1 de novembro de 2019 do SmackDown, Lesnar saiu do SmackDown e foi para o Raw, levando o título com ele. A WWE reconhece que este reinado como terminando em 5 de abril de 2020, data em que a luta foi transmitida. | [ 163 ] |
| 137 | Drew McIntyre          | 1       | 25 de março de 2020     | 214               | 203               | Orlando, FL            | WrestleMania 36 Parte 2       | A WrestleMania foi gravada em 25 e 26 de março, mas McIntyre confirmou em seu livro de memórias, A Chosen Destiny: My Story, que a luta pelo WWE Championship foi gravada em 25 de março. A WWE reconhece este reinado como começando em 5 de abril de 2020, data em que a luta foi transmitida. | [ 164 ] |
| 138 | Randy Orton            | 10      | 25 de outubro de 2020   | 22                | 22                | Orlando, FL            | Hell in a Cell                | Foi uma luta Hell in a Cell. | [ 165 ] |
| 139 | Drew McIntyre          | 2       | 16 de novembro de 2020  | 97                | 97                | Orlando, FL            | Raw                           | Foi uma luta sem desqualificação e sem contagem fora. | [ 166 ] |
| 140 | The Miz                | 2       | 21 de fevereiro de 2021 | 8                 | 8                 | St. Petersburg, FL     | Elimination Chamber           | Usou seu contrato do Money in the Bank. | [ 167 ] |
| 141 | Bobby Lashley          | 1       | 1 de março de 2021      | 196               | 196               | St. Petersburg, FL     | Raw                           | Foi uma luta lumberjack | [ 168 ] |
| 142 | Big E                  | 1       | 13 de setembro de 2021  | 110               | 110               | Boston, MA             | Raw                           | Big E usou seu contrato Money in The Bank para enfrentar Bobby Lashley. Big E foi transferido para o Raw após ganhar o título. | [ 169 ] |
| 143 | Brock Lesnar           | 6       | 1 de janeiro de 2022    | 28                | 27                | Atlanta, GA            | Day 1                         | Esta foi uma luta fatal five-way envolvendo também Seth Rollins, Kevin Owens e Bobby Lashley. Lesnar foi adicionado à luta pelo WWE Championship depois que sua luta agendada contra Roman Reigns pelo WWE Universal Championship foi cancelada devido a Reigns testar positivo para COVID-19. | [ 170 ] |
| 144 | Bobby Lashley          | 2       | 29 de janeiro de 2022   | 21                | 20                | St. Louis, MO          | Royal Rumble                  | | [ 171 ] |
| 145 | Brock Lesnar           | 7       | 19 de fevereiro de 2022 | 43                | 43                | Jeddah, Arábia Saudita | Elimination Chamber           | Foi uma luta Elimination Chamber envolvendo também AJ Styles, Austin Theory, Riddle, e Seth Rollins. | [ 172 ] |
| 146 | Roman Reigns           | 4       | 3 de abril de 2022      | 735               | 734               | Arlington, TX          | WrestleMania 38 Noite 2       | Esta foi uma luta de unificação dos títulos, onde o Universal Championship de Reigns também estava em jogo. Apesar da luta ser anunciada como uma luta de unificação, ambos os títulos permanecem ativos de forma independente, com Reigns sendo chamado de Undisputed WWE Universal Champion. | [ 173 ] |
| 147 | Cody Rhodes            | 1       | 7 de abril de 2024      | 378               | 378               | Filadélfia, PA         | WrestleMania XL Noite 2       | Esta foi uma luta Bloodline Rules em que Reigns também defendeu o Campeonato Universal da WWE. O nome do título indiscutível foi alterado para Undisputed WWE Championship. | [ 174 ] |
| 148 | John Cena              | 14      | 20 de abril de 2025     | 105               | 105               | Paradise, NV           | WrestleMania 41 Noite 2       | | [ 175 ] |
| 149 | Cody Rhodes            | 2       | 3 de agosto de 2025     | 1+                | 1+                | East Rutherford, NJ    | SummerSlam Noite 2            | Foi uma Street Fight. | [ 176 ] |

## Lista de reinados combinados
| † | Indica o atual campeão |

Em 4 de agosto de 2025.
| Pos. | Campeão                | Nº de reinados | Dias combinados | Dias reconhecidos |
| ---- | ---------------------- | -------------- | --------------- | ----------------- |
| 1    | Bruno Sammartino       | 2              | 4.040           | 4.040             |
| 2    | Hulk Hogan             | 6              | 2.185           | 2.188             |
| 3    | Bob Backlund           | 2              | 2.121           | 2.138             |
| 4    | John Cena              | 14             | 1.359           | 1.359             |
| 5    | Pedro Morales          | 1              | 1.027           | 1.027             |
| 6    | Roman Reigns           | 4              | 853             | 853               |
| 7    | Brock Lesnar           | 7              | 823             | 828               |
| 8    | Randy Orton            | 10             | 680             | 680               |
| 9    | Bret Hart              | 5              | 654             | 654               |
| 10   | Triple H               | 9              | 609             | 611               |
| 11   | Steve Austin           | 6              | 529             | 529               |
| 12   | Randy Savage           | 2              | 520             | 520               |
| 13   | AJ Styles              | 2              | 511             | 511               |
| 14   | CM Punk                | 2              | 462             | 462               |
| 15   | Shawn Michaels         | 3              | 396             | 396               |
| 16   | Cody Rhodes †          | 2              | 379+            | 379+              |
| 17   | The Rock               | 8              | 367             | 373               |
| 18   | Diesel                 | 1              | 358             | 358               |
| 19   | Drew McIntyre          | 2              | 311             | 298               |
| 20   | Kurt Angle             | 4              | 297             | 299               |
| 21   | Superstar Billy Graham | 1              | 296             | 296               |
| 22   | The Ultimate Warrior   | 1              | 293             | 293               |
| 23   | Yokozuna               | 2              | 280             | 280               |
| 23   | John Bradshaw Layfield | 1              | 280             | 280               |
| 25   | The Undertaker         | 4              | 238             | 238               |
| 26   | Seth Rollins           | 2              | 221             | 221               |
| 27   | Bobby Lashley          | 2              | 217             | 215               |
| 28   | Daniel Bryan           | 4              | 210             | 210               |
| 29   | Sheamus                | 3              | 183             | 183               |
| 30   | Kofi Kingston          | 1              | 180             | 180               |
| 31   | Jinder Mahal           | 1              | 170             | 170               |
| 32   | The Miz                | 2              | 168             | 168               |
| 33   | Edge                   | 4              | 139             | 139               |
| 34   | Eddie Guerrero         | 1              | 133             | 133               |
| 35   | Ric Flair              | 2              | 118             | 118               |
| 36   | Big E                  | 1              | 110             | 110               |
| 37   | Chris Jericho          | 1              | 98              | 98                |
| 38   | Sycho Sid              | 2              | 97              | 97                |
| 39   | Alberto Del Rio        | 2              | 84              | 84                |
| 39   | Dean Ambrose           | 1              | 84              | 84                |
| 41   | Big Show               | 2              | 78              | 78                |
| 42   | Sgt. Slaughter         | 1              | 64              | 64                |
| 43   | Bray Wyatt             | 1              | 49              | 49                |
| 44   | Mankind                | 3              | 47              | 36                |
| 45   | Jeff Hardy             | 1              | 42              | 42                |
| 46   | Batista                | 2              | 37              | 37                |
| 47   | Buddy Rogers           | 1              | 36              | 22                |
| 48   | The Iron Sheik         | 1              | 28              | 28                |
| 49   | Rob Van Dam            | 1              | 22              | 22                |
| 50   | Ivan Koloff            | 1              | 21              | 21                |
| 51   | Stan Stasiak           | 1              | 9               | 9                 |
| 52   | Vince McMahon          | 1              | 6               | 4                 |
| 53   | Kane                   | 1              | 1               | 1                 |
| 54   | Andre the Giant        | 1              | <1              | <1                |
| 54   | Rey Mysterio           | 1              | <1              | <1                |